# Exocentrus ulmicola
Exocentrus ulmicola là một loài bọ cánh cứng trong họ Cerambycidae.